# Hans von Scheel
Friedrich Wilhelm Hans von Scheel, född 29 december 1839 i Potsdam, död 27 september 1901 i Berlin, var en tysk nationalekonom och statistiker.
Hans von Scheel var 1871–1877 professor i statsvetenskap vid universitetet i Bern och inträdde 1877 i Tyska rikets statistiska centralbyrå, vars direktör han blev 1891 (som efterträdare till Karl Becker). Han författade tidigt ett par avhandlingar om penningens teori och om de ekonomiska grundbegreppen; sin positiva, om än moderat anpassade socialpolitiska ståndpunkt utvecklade han i bland annat Die Theorie der socialen Frage (1871), Die sociale Frage (1873) och Unsere socialpolitischen Parteien (1878). I "Statistik des deutschen Reichs" skrev han betydande avhandlingar, såsom inledning till olika statistiska tabellverk. Även publikationen Die deutsche Volkswirthschaft am Schlusse des 19. Jahrhunderts (utgiven 1900 av "Das kaiserliche statistische Amt") författades av honom.